# Less (мова стилів)
Less (іноді стилізується як LESS) — це динамічна мова стилів, яка інтерпретується в каскадні таблиці стилів (CSS). Спроектована Алексісом Селлієром. Створена під впливом мови стилів Sass, і в свою чергу вплинула на новий синтаксис Sass «SCSS», в якій також використаний синтаксис, який є розширенням CSS.
Less — це продукт з відкритим сирцевим кодом. Його перша версія була написана на Ruby, однак у наступних версіях було вирішено відмовитися від використання цієї мови програмування на користь JavaScript. Less це вкладена метамова: валідний CSS буде валідною less-програмою з аналогічною семантикою. 
Less забезпечує такі розширення CSS: змінні, вкладені правила, міксини, оператори та функції.
Less може працювати на боці клієнта (Internet Explorer 6+, WebKit, Firefox) або на сервері під керуванням  Node.js або Rhino.

## Змінні
Less дозволяє визначати змінні. Змінні починаються зі знака (@). Присвоєння значень змінних здійснюється за допомогою двокрапки (:).
Less підтримує чотири типи даних:
- число
- рядок (з лапками чи без)
- логічний (булевий) тип
- колір (ім'я або імена)

Змінна може бути аргументом чи результатом однієї чи кількох функцій. Під час трансляції значення змінних вставляються у вихідний (тобто результуючий) документ CSS.
```
@pale
-green-color
:
 
#
4D926F
;

#
header
 
{

  
color
:
 
@
pale-green-color
;

}

h2
 
{

  
color
:
 
@
pale-green-color
;

}

```

Наведений вище Less код буде скомпільовано в CSS код:
```
#
header
 
{

  
color
:
 
#4D926F
;

}

h2
 
{

  
color
:
 
#4D926F
;

}

```

## Вкладені правила
Одна з ключових особливостей Less — вкладені правила, які полегшують процес створення і редагування вкладених селекторів.
```
#
header
 
{

  
h1
 
{

    
font-size
:
 
26
px
;

    
font-weight
:
 
bold
;

  
}

  
p
 
{

    
font-size
:
 
16
px
;

    
a
 
{

      
text-decoration
:
 
none
;

      
color
:
 
red
;

      
&:hover
 
{

        
border-width
:
 
1
px
;

        
color
:
 
#fff
;

      
}

    
}

  
}

}

```

Наведений вище Less код буде скомпільовано в CSS код:
```
#
header
 
h1
 
{

  
font-size
:
 
26
px
;

  
font-weight
:
 
bold
;

}

#
header
 
p
 
{

  
font-size
:
 
16
px
;

}

#
header
 
p
 
a
 
{

  
text-decoration
:
 
none
;

}

#
header
 
p
 
a
:
hover
 
{

  
border-width
:
 
1
px
;

  
color
:
 
#fff
;

}

```

## Домішки (міксини)
Для уникнення постійних повторень однакових правил CSS, в Less введені домішки. Домішки (міксини) дозволяють вбудовувати всі властивості класу в інший клас за рахунок включення імені класу як одної зі своїх властивостей, таким чином, вони ведуть себе як свого роду константи або змінні. Вони також можуть вести себе як функції, і приймати аргументи. 
```
.
rounded-corners
 
(
@radius
:
 
5px
 
10px
 
8px
 
2px
)
 
{

  
-webkit-
border-radius
:
 
@
radius
;

  
-moz-
border-radius
:
 
@
radius
;

  
border-radius
:
 
@
radius
;

}

#
header
 
{

  
.rounded-corners
;

}

#
footer
 
{

  
.rounded-corners(10px
 
25px
 
35px
 
0px)
;

}

```

Наведений вище Less код буде скомпільовано в CSS код:
```
#
header
 
{

  
-webkit-
border-radius
:
 
5
px
 
10
px
 
8
px
 
2
px
;

  
-moz-
border-radius
:
 
5
px
 
10
px
 
8
px
 
2
px
;

  
border-radius
:
 
5
px
 
10
px
 
8
px
 
2
px
;

}

#
footer
 
{

  
-webkit-
border-radius
:
 
10
px
 
25
px
 
35
px
 
0
px
;

  
-moz-
border-radius
:
 
10
px
 
25
px
 
35
px
 
0
px
;

  
border-radius
:
 
10
px
 
25
px
 
35
px
 
0
px
;

}

```

Less має спеціальний тип набору правил — параметричні домішки(міксини), що можуть бути змішані подібно до класів, але приймають параметри.

## Функції та операції
Less дозволяє виконувати операції та функції. До дозволених операцій входять додавання, віднімання, ділення і множення значень властивостей і кольору, які можуть бути використані для створення складних взаємозв'язків між властивостями.
```
@the
-border
:
 
1px
;

@base
-color
:
 
#
111
;

@red
:
        
#
842210
;

#
header
 
{

  
color
:
 
@
base-color
 
*
 
3
;

  
border-left
:
 
@
the-border
;

  
border-right
:
 
@
the-border
 
*
 
3
;

}

#
footer
 
{

  
color
:
 
@
base-color
 
+
 
#003300
;

  
border-color
:
 
desaturate
(
@
red
,
 
10
%
);

}

```

Наведений вище Less код буде скомпільовано в CSS код:
```
#
header
 
{

  
color
:
 
#333333
;

  
border-left
:
 
1
px
;

  
border-right
:
 
3
px
;

}

#
footer
 
{

  
color
:
 
#114411
;

  
border-color
:
 
#7d2717
;

}

```